# Comitato Olimpico Congolese
Il Comitato Olimpico Congolese (noto anche come Comité Olympique Congolais in francese) è un'organizzazione sportiva congolese, nata nel 1963 a Kinshasa, Repubblica Democratica del Congo.
Rappresenta questa nazione presso il Comitato Olimpico Internazionale (CIO) dal 1968 ed ha lo scopo di curare l'organizzazione ed il potenziamento dello sport nella Repubblica Democratica del Congo e, in particolare, la preparazione degli atleti congolesi, per consentire loro la partecipazione ai Giochi olimpici. L'organizzazione è, inoltre, membro dell'Associazione dei Comitati Olimpici Nazionali d'Africa.
L'attuale presidente dell'associazione è Jean Beya Wa Kabenga, mentre la carica di segretario generale è occupata da Alain Badiashile Kayatshi.